# Neoklasycyzm (motoryzacja)
Neoklasycyzm – nurt w stylistyce motoryzacyjnej, który wykształcił się w drugiej połowie XX wieku z inspiracji przedwojennym wyglądem wówczas produkowanych samochodów, głównie z lat 20. i 30. Stosowany zarówno przez małe manufaktury tworzące pojedyncze repliki, jak i większe przedsiębiorstwa produkujące na większą skalę.

## Historia
Prekursorem samochodów o neoklasycznym wyglądzie była powstała w latach 60. XX wieku amerykańska firma Excalibur, której wtórowały Clénet Coachworks, Stutz Motor Car czy Zimmer. Estetyka neoklasyczna zyskała popularność także w Wielkiej Brytanii za pomocą firm Morgan Motor Company czy Panther Westwinds.
Pod koniec lat 90. XX wieku neoklasyczny nurt w stylizacji samochodów zyskał uwagę w Japonii dzięki przedsiębiorstwu Mitsuoka, a trend ten wpłynął także na tutejsze duże koncerny. Neoklasycznie stylizowane pojazdy przedstawiło m.in. Subaru, a także Nissan czy Toyota.
Neoklasyczną określa się też niekiedy samochody w bardziej wyważonej estetyce retro.

## Przykłady
Wśród przedsiębiorstw wytwarzających samochody w estetyce neoklasycznej znajdują się zarówno już firmy nieistniejące, jak i aktywnie działające i przedstawiające kolejne samochody.
- Atlanta Motors
- Clénet Coachworks
- Excalibur Automobile
- Leopard Automobile
- JBA Motors
- Mitsuoka
- Morgan Motor Company
- Panther Westwinds
- Stutz Motor Car
- Zimmer